# یوکسپوریت
یوکسپوریت

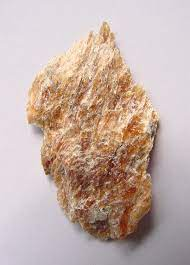

یوکسپورت از توده خیبینی _کولا شبه جزیره_روسیه(۴سانتی مترعرض)
عمومی
دسته‌بندی :اینو سیلیکات‌ها
(در ساختمان اینوسیلیکات‌ها چهاروجهی‌های SiO4 با به اشتراک گذاشتن اکسیژن به هم متصل می‌شوند و زنجیری از چهاروجهی ها(
در هندسه، به یک چندوجهی که از چهار پهلوی مثلثی تشکیل شده باشد چهاروجهی می‌گویند در صورتی‌که سه وجه آن در هر گوشه به هم برسند.
با به‌هم رسیدن سه سه‌ضلعی منتظم (مثلث متساوی‌الاضلاع) در هر رأس، چهاروجهی منتظم تشکیل می‌شود. مجموع زوایا در هر رأس برابر ۳ × ۶۰° = ۱۸۰° می‌شود که از ۳۶۰° کمتر است، بنابراین چهاروجهی منتظم جسم افلاطونی است. اگر هریک از لیگاندها در روی هر چهار گوشه یک چهار وجهی قرار گیرد و اتم مرکزی وسط چهار وجهی قرار گیرد شکل کمپلکس چهار وجهی است.
چهاروجهی منتظم با خودش مزدوج است؛ یعنی با وصل کردن نقطهٔ وسط وجه‌های آن یک چهاروجهی کوچکتر می‌توان ساخت (تعداد وجوه و رئوس چهاروجهی (۴) با هم برابر است). افلاطون و فیثاغوری‌ها باور داشتند که چهاروجهی منتظم، که نوک‌های تیز دارد، ساختاردهندهٔ عنصر آتش در هستی است. کپلر باور داشت که چهاروجهی منتظم مبین فاصلهٔ بین مشتری و مریخ در منظومه شمسی است.
)را تشکیل می‌دهند. این زنجیرها نیز می‌توانند با به اشتراک گذاشتن اکسیژن‌های بیشتر از جوانب به صورت یک در میان به چهار وجهی‌های دیگر متصل شوند و زنجیرهای نواری یا دوتایی را به وجود آورند. در ساختمان زنجیری ساده، هر چهار وجهی SiO4 نیمی از چهار اکسیژن خود را با چهاروجهی‌های مجاور به اشتراک می‌گذارد و در نتیجه نسبت Si:O در آن ۱:۳ می‌شود، در حالی که در ساختمان نواری نیمی از چهاروجهی‌ها سه اکسیژن، و نیم دیگر در اکسیژن به اشتراک می‌گذارند که در این حالت نسبت Si:O برابر ۴:۱۱ خواهد شد)
فرمول: متن را ببینید
(واحد تکراری)
استرونز 9DG ۹۵
طبقه‌بندی
دانا (۶۶٫۳٫۱٫۵)
طبقه‌بندی
سیستم کریستالی: مونوکلینیک (ساختار بلوری ماده، تأثیر قابل توجهی روی خواص و ویژگی‌های آن ماده دارد، از این رو مطالعه و شناخت ساختار بلوری مواد از اهمیت فراوانی برخوردار است. از آنجا که مواد جامد دارای نظم بلند برد یا کوتاه برد هستند، به دو دستهٔ بلوری و بی‌شکل (آمورف) تقسیم می‌شوند. جامدات بلوری خود به دو دسته تک‌بلور و چندبلور تقسیم می‌شوند. چندبلورها دارای دانه‌هایی هستند که در جهات مختلف رشد کرده‌اند و محل برخورد آنها به یکدیگر مرزدانه((به انگلیسی: grain boundary) نوع خاصی از سطح مشترک جامد-جامد است که در دو سمت آن فاز یکسان بوده ولی جهت فضایی محورهای بلوری متفاوت است. مرزدانه‌ها نوع خاصی از عیوب بلوری صفحه‌ای به‌شمار می‌روند که در ریزساختار ماده نواحی بین دانه‌ها را تشکیل می‌دهند) نام دارد. دانه‌بندی و مرزدانه‌ها نقش قابل توجهی روی خواص ماده دارند. از دیگر موارد مهم در بلورشناسی، تعیین سلول واحد یک ساختار بلوری است. سلول واحد انتخابی باید به خوبی نماینده ساختار کل بلور باشد)
کلاس کریستالی: منشوری (m/2)
(همان نماد H-M)
گروه فضاییP 2/M
شناسایی
جرم فرمول:۲٫۵۴۶٫۹۷گرم در مول
رنگ: صورتی مایلبه قهوه ای تا قرمز رز تا زرد کاهی
عادت کریستالی :فیبری
پوسته: پوسته یا لایه ای
مقیاس موهس (سختی مقاومت یک ماده در برابر تغییر شکل پلاستیک در سطح آن است. بر مبنای این تعریف روش‌های متنوعی برای اندازه‌گیری سختی مواد ابداع شده‌است. به عنوان مثال برخی از این روش‌ها بر مبنای سایش و ایجاد خراش و برخی دیگر بر مبنای میزان فرورفتگی جسمی خارجی، سختی ماده را اندازه‌گیری می‌کنند. آزمایش سختی سنجی موس یکی از مهم‌ترین آزمایش‌ها برای تعیین سختی کانی‌ها و مواد معدنی است):1/2mohs4تا۵
سختی
درخشش: زجاجیه رگه ابریشمی
خط: تقریباً سفید تا سفید
دیا فنیز: نیمه شفاف
گرانش مخصوص خواص نوری
۳٫۰۵:وزن مخصوص
نوری: دو محوری
ضریب شکست *۱۶۶۰=1.644ny=n a
پلیوکریسم: رز زرد کم رز مایل به زرد
رادیواکتیویته
به سختی قابل تشخیص
یوکسپوریت یک نادر است اینوسیلیکات مواد معدنی با عرض دو، زنجیر شاخه، و پیچیده فرمول شیمیایی K4(مانند، سدیم)14پدر2ای میل: <url>4(اوه، اوه)4(سی6O17)2(سی2O7)3(ساعت2اوه، اوه)3.
این شامل عناصر نسبتاً نادر است استرانسیوم، تیتانیوم و نیوبیوم و همچنین عناصر فلزی کمیاب پتاسیم، کلسیم، سدیم و منگنز. همان‌طور که با تمام سیلیکات، این شامل گروه‌های مرتبط سیلیکون و اکسیژن اتم‌ها همچنین برخی از افراد مرتبط مولکول‌های اب.
Yuksporite یکی از اعضای گروه umbite است که فقط دو عضو شناخته شده دارد، umbite, K 2 ZrSi 3 O 9. H 2 O و yuksporite. اولین بار در سال ۱۹۲۲، از رخدادهای سینیت نفلین در شبه جزیره کولا، روسیه گزارش شد و توسط الکساندر فرسمن برای محلی، در نزدیکی کوه یوکسپور نامگذاری شد.

## سلول واحد
Yuksporite ابتدا تصور می‌شد به قائم الزاویه، گروه فضای ناشناخته است. با این حال، در سال ۲۰۰۴، ساختار با استفاده از تابش سنکروترون (
سنکروترون(به فرانسوی: synchrotron)که نخستین بار توسط لوییس آلوارز ابداع شد، نوعی از شتاب‌دهنده ذرات به شکل یک حلقه دایره‌ای است که با کمک میدان‌های الکتریکی و مغناطیسی، تابش الکترومغناطیسی تولید می‌کند ذراتی که با سرعتی نزدیک به سرعت نور در یک محیط الکترومغناطیسی حرکت می‌کنند، در جهت حرکتشان، نوری منتشر می‌کنند که تابش سینکروترون یا نور سنکروترون نامیده می‌شود. تابش سنکروترن یک امکان توانمند برای مطالعه ساختمان مولکولی و تغییرات شکل و ترکیبات سلولی در هنگام واکنش‌های شیمیایی است که در زمینه‌های مختلف تحقیقاتی و کاربردی در فیزیک، پزشکی، صنعت، زیست‌شناسی، باستان‌شناسی و … کاربرد دارد. استفاده از تابش سینکروترون برای علوم بنیادی و فناوری‌های کاربردی، رشد فزاینده‌ای را در چند دهه اخیر تجربه کرده‌است.
مزیت این نوع از شتابدهنده‌ها نداشتن محدودیت در انرژی است که باعث می‌شود ذرات بنیادی را بتوان به انرژی‌های چندین گیگا الکترون ولت و بیشتر رساند. سینکروترونها اصولاً از جمله شتابدهنده‌های دایره‌ای هستند که از سه دهه پیش تا کنون کاربرد صنعتی داشته‌اند. کاربرد نور سینکروترون در نانوتکنولوژی، زیست‌فناوری، بیوفیزیک، محیط زیست، صنایع پتروشیمی و مواد، پزشکی و عکسبرداری، ژنتیک و شناخت و تولید داروهای جدید و نیز در علوم باستانشناسی و در مواردی در صنایع نظامی و صنایع فضایی کاربرد دارد. نور سینکروترون هنگام حرکت دایره‌ای ذرات باردار تولید می‌شود و از طریق خروجیهایی بنام خط باریکه نور به اتاقهای آزمایش و تجهیزات آزمایشگاهی هدایت می‌شود. اغلب سنکروترونهای نسل سوم در کشورهای اروپایی، ایالات متحده و نیز چین و ژاپن قرار دارد)
حل شد و مشخص شد که مونوکلینیک 2/m با گروه فضایی P2 1 /m است. سلول واحد مونوکلینیک دارای دو واحد فرمول در هر سلول (Z = ۲) و طول ضلع a = ۷٫۱۲۶ است. Å، b = ۲۴٫۹۱۳ Å و c = ۱۷٫۰ Å، با زاویه β بین محورهای a و c برابر با ۱۰۱٫۸۹ درجه است.

## ظاهر
این ماده معدنی به رنگ صورتی مایل به قهوه ای، صورتی رز یا مایل به زرد، با درخشندگی ابریشمی تا زجاجیه و رگه ای تقریباً سفید است. این در سنگدانه‌های فیبری نیمه شفاف، فلس دار یا لایه ای تا ۱۰ سانتی‌متر عرض رخ می‌دهد

## خواص

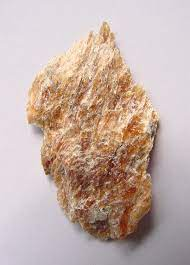

یوکسپوریت یک کانی دو محوره است، اما اکثر نویسندگان مشخص نمی‌کنند که (+) یا (-) باشد. کتاب راهنمای کانی‌شناسی آن را به صورت (+) می‌دهد. همه دیدن همه موارد، با این حال، که شاخص‌های انکساری هستند N X = ۱٫۶۴۴ و N = Z 1.660 (با N Y نامشخص)، که بزرگتر از کسانی که برای کوارتز، اما شبیه به کسانی که برای تورمالین (تورمالین (به انگلیسی: Tourmaline) با فرمول شیمیایی NaFe2+ 3 (AlFe3+)6 [(OH)4-(BO3)3-Si6O18] از مجموعه کانی هاست و انتهای بلورها در اثر حرارت شارژ الکتریسیته می‌دهد. دارای لومینسانس زرد، سبزدارد. خواص الکتریکی دارد. در اسیدها نامحلول است. کانیهای مشابه آن آمفیبول، آکتینوت، ریه بکیت، بریل و آندالوزیت به اروپا بوده‌است مشتق شده‌است در اسیدها نامحلول است. ترکیب شیمیایی بسیار متغیر با انکلوزیون‌های مهمFe3+, Mn , Ca و گاه حتی Cr , Ti , V , Li و غیره تند (روبلیت) - آبی تا سبزآبی (ایندیگولیت) - سبز (وردلیت) - بی‌رنگ (رنگ اثر خط:سفید برای اولین بار در ایتالیا کشف شد و از نظر شکل بلور: خورشید تورمالین - منشوری - آسیکولار، رنگ: سیاه (شورل) - قهوه‌ای تا قهوه‌ای سبز و قهوه‌ای سیاه (دراویت، اوویت) - صورتی تا قرمز، شفافیت: غیر شفاف - نیمه شفاف، شکستگی: صدفی - نامنظم، جلا: شیشه‌ای، رخ: ناکامل - مطابق با سطح، سیستم تبلور: رمبوئدریک و در رده‌بندی سیلیکات است و منشأ تشکیل آن ماگمائی - پگماتیتی - دگرگونی - رگه‌های تیپ آلپی است.
همایند کانی‌شناسی (پارانژ) آن آمفیبول-آکتینوت-ریه بکیت-بریل -آندالوزیت- ارتوز- آپاتیت- کوارتز- بریل- توپاز است کاربرد آن: در الکتروتکنیک - انواع رنگی آن به عنوان سنگ‌های قیمتی مصرف می‌شود. از نظر ژیزمان بلوری - آگرگات متراکم - شعاعی - رشته‌ای فراوان است و بیشتر در یافت شده درگرانیت‌ها، دیوریت‌ها، سینیت‌ها، و گرانولیت‌ها است و بیشتر در سنگهای دگرگونی مجاورتی، ناحیه‌ای و سنگهای رسوبی یافت می‌شود)
نشان می‌دهد Yuksporite plochroism با X رنگ پریده گل رز زرد و Y, Z گل رز زرد. دارای سختی است۴۱⁄۲ تا ۵، بین فلوریت و آپاتیت، و وزن مخصوص ۳٫۰۵، مشابه فلوریت. رادیواکتیویته به سختی قابل تشخیص است.

## وقوع و تداعی‌ها
محل نوع دره هاکمن، کوه یوکسپور، توده خیبینی، استان مورمانسکایا، منطقه شمالی، روسیه، و نوع مواد در موزه کانی‌شناسی Fersman، آکادمی علوم، مسکو، روسیه، کاتالوگ شماره ۲۵۸۴۷ نگهداری می‌شود تنها موارد گزارش شده توسط Mindat.org در روسیه است. در توده Khibiny در رگه‌هایی در نفلین سینیت همراه با تیتانیت، پکتولیت، آستروفیلیت، بیوتیت و اژیرین وجود دارد. در Murun توده در یاقوتستان آن است که با ائوژیرین، همراه kalsilite، پتاسیمی فلدسپات، تیتانیت، lamprophyllite , wadeite و tausonite.

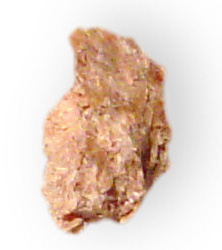
یوکسپوریت از روسیه

## منابع

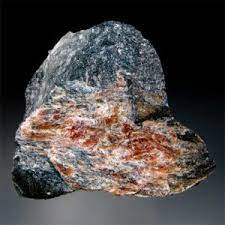